# ایمان (جوانرود)
ایمان (به کردی: ئێمان) روستایی از دهستان کلاشی از توابع بخش کلاشی شهرستان جوانرود در استان کرمانشاه ایران است.